# Mattheus van Wesembeke

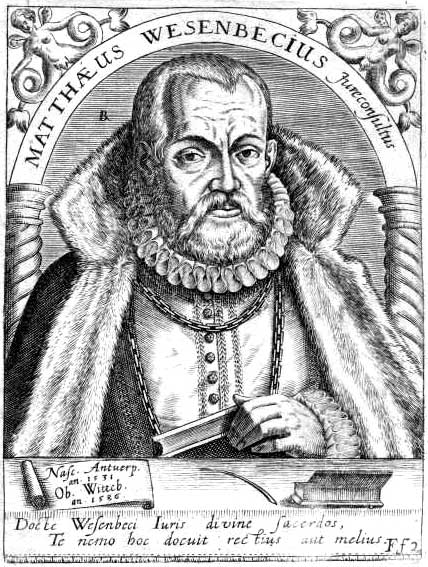
Mattheus van Wesembeke

Mattheus van Wesembeke of Matthias of Wesenbeke, ook als Matthaei Wesembecii, (Antwerpen, 25 oktober 1531 - Wittenberg, 5 juni 1586) was een Zuid-Nederlands rechtsgeleerde.

## Biografie
Van Wesenbeke was leerling van Gabriël Mudaeus. Als lutheraan week hij uit naar Duitsland en doceerde te Jena (1556-?) en te Wittenberg (1569-?).
- Biblioteca Nacional de España: XX1158932
- Catàleg d'autoritats de noms i títols de Catalunya: 981058512318706706
- Gemeinsame Normdatei: 11757287X
- International Standard Name Identifier: 0000 0001 0899 8117
- Library of Congress Control Number: n91124249
- Nationale Bibliotheek van Tsjechië: jo2006219836
- Nationale Bibliotheek van Israël: 987007337096305171
- Nationale Bibliotheek van Polen: a0000003741201
- Nederlandse Thesaurus van Auteursnamen: 168249219
- LIBRIS: 283786
- Système universitaire de documentation: 085807850
- Virtual International Authority File: 50006585
- WorldCat: E39PBJkD4cPFC769fBXxHbbw4q